# Гарфилд (Нью-Джерси)
Гарфилд (англ. Garfield) — город (англ. city) в США, в округе Берген штата Нью-Джерси. Население — 30 487 человек (2010).

## История
Территория, которая сейчас является Гарфилдом, была впервые застроена в 1873 году и была известна как Восточный Пассаик. В 1881 году название общины было изменено на Гарфилд в честь президента США Джеймса Гарфилда .
Гарфилд был первоначально выделен как район 15 марта 1898 года из частей городка Сэдл- Ривер и Уоллингтона. В то время законодательный орган Нью-Джерси установил границы Гарфилда в том виде, в каком они существуют сегодня. 19 апреля 1917 года район стал городом Гарфилд по результатам референдума, проведенного двумя днями ранее.

## География
Гарфилд располагается по координатам 40°52′47″ с. ш. 74°06′30″ з. д. (40.879797, −74.108250). По данным Бюро переписи населения США в 2010 году город имел площадь 5,59 км², из которых 5,44 км² — суша та 0,16 км² — водоемы.

## Демография
| Год переписи                                                          | Нас.  |                    | %±     |
| --------------------------------------------------------------------- | ----- | ------------------ | ------ |
| 1890                                                                  | 1028  |                    | —      |
| 1900                                                                  | 3504  |                    | 240,9% |
| 1910                                                                  | 10213 |                    | 191,5% |
| 1920                                                                  | 19381 |                    | 89,8%  |
| 1930                                                                  | 29739 |                    | 53,4%  |
| 1940                                                                  | 28044 |                    | −5,7%  |
| 1950                                                                  | 27550 |                    | −1,8%  |
| 1960                                                                  | 29253 |                    | 6,2%   |
| 1970                                                                  | 30797 |                    | 5,3%   |
| 1980                                                                  | 26803 |                    | −13%   |
| 1990                                                                  | 26727 |                    | −0,3%  |
| 2000                                                                  | 29786 |                    | 11,4%  |
| 2010                                                                  | 30487 |                    | 2,4%   |
| 2018                                                                  | 31866 | [ 8 ] [ 9 ] [ 10 ] | 4,5%   |
| 1890–2018 Источник: 1890-1920 1880-1890 1890-1930 1900-2010 2000 2010 |       |                    |        |

Согласно переписи 2010 года, у городе проживало 30 487 человек в 11 073 домохозяйстве в составе 7720 семей.
Расовый состав населения:
- 76,7 % — белых
- 6,5 % — черных или афроамериканцы
- 2,2 % — азиатов
- 0,4 % — коренных американцев
- 10,8 % — других рас

К двум или более рас принадлежало 3,3 %. Доля испаноязычных составляла 32,2 % от всех жителей.
По возрастным диапазоном населения распределялось следующим образом: 23,3 % — лица моложе 18 лет, 65,5 % — лица в возрасте 18-64 лет, 11,2 % — лица в возрасте 65 лет и старше. Медиана возраста жителя составляла 35,5 года. На 100 лиц женского пола в городе приходилось 91,3 мужчин; на 100 женщин в возрасте от 18 лет и старше — 89,0 мужчин также старше 18 лет.
Средний доход на одно домашнее хозяйство составил 62 129 долларов США (медиана — 45 469), а средний доход на одну семью — 67 591 доллар (медиана — 52 356). Медиана доходов составляла 44 160 долларов для мужчин и 35 296 долларов для женщин. За чертой бедности находилось 16,3 % лиц, в том числе 23,9 % детей в возрасте до 18 лет и 16,4 % лиц в возрасте 65 лет и старше.
Гражданское трудоустроено население составляло 13 973 человека. Основные области занятости: образование, здравоохранение и социальная помощь — 19,2 %, розничная торговля — 13,7 %, производство — 12,5 %.